# Gerta Ital
Gerta Maria Luise Karoline Ital est née le 7 juillet 1904 à Hanovre dans une famille de musiciens. Son père était chef d'orchestre et sa mère chanteuse lyrique. 
Elle-même reçoit une formation musicale très poussée, elle étudie le piano et devient actrice de théâtre, domaine où elle acquiert rapidement une réputation d'excellence.
Elle doit arrêter sa carrière à la suite d'une tumeur au cou qui lui fait perdre temporairement sa voix. Dès 1928, elle commence un cheminement intérieur. Elle étudie l'Égyptologie à l'université d'Heidelberg et l'Indologie avec Heinrich Zimmer tout en pratiquant le Raja-Yoga. 
De 1953 à 1955, elle s'intéresse au Zen avec Eugen Herrigel. Elle entre aussi en contact avec Hugo Enomiya-Lassalle
En mars 1963, elle part au Japon. Elle y restera sept mois. Elle est la première femme occidentale autorisée à vivre dans un monastère zen. Elle y pratique la voie du rinzaï (les kōans) sous la guidance de Mumon Yamada (en). 
Elle publie en Allemagne le récit de son expérience "Der Mester, die Mönche und Ich". L'ouvrage est traduit beaucoup plus tard en anglais et en français : Le Maitre, les moines et moi.
Elle publie un second ouvrage "Aus dem weg zu Satori" "On the way to Satori" non traduit en français. 
À son retour et jusqu'à sa mort, elle enseignera à son tour la voie du zen. Elle s'intéressera également au dialogue interreligieux. Elle meurt à Munich le 21 juillet 1988. 
Avec Hugo Makibi Enomiya-Lassalle SJ et Karlfried Graf Dürckheim, ses ouvrages ont contribué de façon décisive à faire connaitre le bouddhisme zen en Allemagne et en Europe.